# Bolivie aux Jeux olympiques d'hiver de 2018
La participation de la Bolivie est attendue aux Jeux olympiques d'hiver de 2018 à Pyeongchang en Corée du Sud. Le pays effectue ainsi son retour aux Jeux d'hiver, n'y ayant plus pris part depuis les Jeux d'Albertville en 1992.

## Qualification
Représentée par de petites délégations de trois à cinq skieurs alpins de 1980 à 1992, sans remporter de médaille, la Bolivie est ensuite absente de six éditions successives des Jeux d'hiver. Né autrichien en 1992, Simon Breitfuss Kammerlander se rend en Bolivie durant ses années d'étudiant. En 2015, il est naturalisé bolivien, pour pouvoir représenter ce pays en ski alpin lors de compétitions sportives,,. Il se qualifie pour les Jeux olympiques de 2018, pour les épreuves du slalom et du slalom géant.

## Athlètes et résultats

### Ski alpin
Simon Breitfuss Kammerlander est qualifié pour les épreuves du slalom et du slalom géant.

### Ski de fond
Timo Juhani Grönlund, initialement de nationalité finlandaise, est qualifié pour l'épreuve du 15 km hommes,.